# Igor Budan
Igor Budan est un footballeur international croate né le 22 avril 1980 à Rijeka en Croatie.
Igor Budan possède 6 sélections en équipe de Croatie. Il a reçu sa première sélection le 7 février 2007, lors d'un match amical face à la Norvège (match remporté 2-1 par la Croatie). Il est entré sur le terrain à la 62e minute de jeu en remplacement de Boško Balaban.

## Palmarès
- Champion de Serie B en 2006 avec l'Atalanta Bergame.